# Proteuxoa poliophracta
Proteuxoa poliophracta là một loài bướm đêm trong họ Noctuidae.